# India arunachalensis
India arunachalensis är en orkidéart som beskrevs av A.Nageswara Rao. India arunachalensis ingår i släktet India och familjen orkidéer. Inga underarter finns listade i Catalogue of Life.